# نظرية النظم البيئية
نظرية النظم البيئية (بالإنجليزية: Ecological systems theory)‏ هي مصطلح واسع يستخدم لالتقاط المساهمات النظرية لعالم النفس التنموي يوري برونفنبرينر. طور برونفنبرينر أسس النظرية طوال حياته المهنية، نشر بيانًا رئيسيًا للنظرية في عالم النفس الأمريكي، أوضحها في سلسلة من الافتراضات والفرضيات في كتابه الأكثر الاستشهادًا به، علم بيئة النمو البشري وأيضًا تطويره في النموذج البيولوجي البيئي للنمو البشري والكتابات اللاحقة. كانت المساهمة الأساسية لنظرية النظم البيئية هي دراسة التباين السياقي في عمليات التنمية بشكل منهجي. مع تطور النظرية، ركزت بشكل متزايد على دور الشخص النامي كعامل نشط في التنمية وعلى فهم عملية التنمية بدلاً من "العناوين الاجتماعية" (مثل الجنس والعرق) كآليات تفسيرية.